# Marianne Maddalena
Marianne Maddalena —nacida el 14 de noviembre de 1963— es una productora de cine estadounidense. Nació en Lansing, Míchigan y acompañó a Wes Craven durante años. Tenían una compañía juntos llamada Craven/Maddalena Films. Una de sus producciones Wes Craven's New Nightmare fue nominada para la mejor película en los Premios Independent Spirit en 1995. Music of the Heart reunió dos nominaciones a los Premios Óscar; uno por Meryl Streep como mejor actriz y uno por mejor canción por la canción «Music of my heart».

## Filmografía

### Películas
- Jerusalem, I love you (2014) (anunciada)
- Scream 4 (2011)
- Last house on the left (2009)
- New York, I Love You (2009)
- El retorno de los malditos (2007)
- The breed (2006)
- The hills have eyes (2006)
- Vuelo nocturno (2005)
- La maldición (2005)
- Las divas también mueren (2002) (telefilm)
- Drácula 2001 (2000)
- Scream 3 (2000)
- Music of the Heart (1999)
- No mires abajo (1998) telefilm
- Scream 2 (1997)
- Scream (1996)
- Vampire in Brooklyn (1995)
- Wes Craven's new nightmare (1994)
- The people under the stairs (1991)
- Visiones nocturnas (1990) (telefilm) (productora)
- Shocker (1989) (productora)

### Series de televisión
- Orion (2006) (coproductora)
- Nightmare Cafe (1992) (productora principal)

## Interpretación
Como actriz ha aparecido en dos películas. En la película Vuelo nocturno (2005) del director Wes Craven aparece como una pasajera en un avión pero sin acreditar. En el 1994 apareció en Wes Craven's new nightmare del director anterior y acreditada como Marianne Maddalena.